# Loi de Hofacker-Sadler
La loi de Hofacker-Sadler est une loi de la démographie du début du XIXe siècle aujourd'hui considérée comme fausse. Elle pose que le taux de masculinité des enfants à la naissance dépend de l'écart d'âge entre les parents lors de la conception.

## Origines
D'après les historiens des sciences français Éric Brian et Marie Jaisson, la loi de Hofacker-Sadler a été pensée comme telle par Adolphe Quetelet au terme de la compilation des recherches antérieures à laquelle il a procédé pour la première édition de Sur l'Homme et le développement de ses facultés, un essai « de physique sociale » paru en 1835. Il y conjugue pour la première fois dans une même formule – « les recherches de MM. Hofacker et Sadler » – les noms du médecin allemand Johann Daniel Hofacker et du parlementaire britannique antilibéral Michael Thomas Sadler. Le premier est crédité par Quetelet d'une observation faite en 1829 sur le rapport entre le sex-ratio à la naissance et l'écart d'âge des parents dont le savant belge ne savait comment elle avait été établie. Le second a mobilisé des chiffres suffisamment probants à ses yeux pour appuyer ces observations inexpliquées l'année suivante, en 1830.

### Utilisations
Au cours du siècle suivant son énonciation, un grand nombre de démographes et sociologues qui se pencheront sur le taux de masculinité se questionneront sur la loi de Hofacker-Sadler, notamment Alfred Legoyt entre 1864 et 1870, Wilhelm Stieda en 1875, Corrado Gini en 1908 et du Français Maurice Halbwachs en 1936.
Les travaux de ce dernier passèrent en Allemagne, notamment par Roderich von Ungern-Sternberg et Philipp Schwartz. C'est à leur aune que le statisticien nazi Richard Korherr proposa durant la Deuxième Guerre mondiale une grande enquête au sein de la SS afin de vérifier la loi et de mettre en place, dans le cas où elle se révèlerait juste, une législation réglementant l'âge entre les époux lors du mariage afin de s'assurer un surcroit de naissances masculines de nature à alimenter l'armée allemande.